# 적상산성 호국사비
적상산성 호국사비(赤裳山城 護國寺碑)은 대한민국 전북특별자치도 무주군, 적상산성에 유일하게 남아있는 절인 호국사에 놓여 있는 석비이다. 1979년 12월 27일 전라북도의 유형문화재 제85호로 지정되었다.

## 같이 보기
- 적상산
- 적상산성
- 호국사

## 참고 자료
- 적상산성호국사비 - 국가유산청 국가유산포털